# همپتون، شهرستان دیشوتس، اورگن
همپتون (به انگلیسی: Hampton) یک منطقهٔ مسکونی در ایالات متحده آمریکا است که در شهرستان دیشوتس، اورگن واقع شده‌است. همپتون ۱٬۳۴۶٫۹ متر بالاتر از سطح دریا واقع شده‌است.